# 簡短智能測驗
簡短智能測驗（英文簡稱MMSE）是一份有30條問題的問卷，用作評估認知障礙。醫學界常用此來檢查失智症病人。此問卷也藉着在不同時間點評估病人的認知障礙程度，從而得出治療的成效。
測驗時間約10分鐘，測試有關於算術、記憶和方向的問題。由Folstein等人於1975年推出。簡短智能測驗的標準版本現由心理評估資源公司出版，是基於1975年推出時的概念，但經過原作者輕微的修改。
市面上有其他各種類似的測試，如Hodkinson的簡短智能測驗（1972年，用於老年醫學）、醫生認知評估以及其他較深入評估特別情況的測驗。

## 內容

交疊的五角形

測驗包括不同範疇的簡單問題，如詢問測試的時間和地點、重複一連串的字、算術問題、語言使用和理解、簡單動作。例如，臨摹如右圖的兩個五邊形。
| 分類         | 一般分數 | 內容                                                         |
| ------------ | -------- | ------------------------------------------------------------ |
| 時間廣度     | 5        | 由最廣到最窄，由詢問今年的年份到詢問今日星期幾               |
| 地方廣度     | 5        | 由最廣到最窄，問題由何省、何市到何街道，有時會問到建築物層數 |
| 記錄         | 3        | 重覆一串字                                                   |
| 注意力與計算 | 5        | 減七法（Serial sevens）                                      |
| 回憶         | 3        | 回憶先前重覆的字                                             |
| 語言         | 2        | 說出物件名                                                   |
| 重覆         | 1        | 重覆測試者的說話                                             |
| 複雜指示     | 6        | 各不相同，包括臨摹圖畫。                                     |

## 評估
任何得分大於或等於25分（滿分30）代表智能正常。少過25分，可以表示嚴重（≤9分）、中度（10-20分）或輕度（21-24分） 。原始分數可能還需要根據教育程度和年齡進行修正。低分或非常低分反映病人可能受失智症影響，但也有可能是其他精神疾病導致。需要留意病人的缺憾可能會影響結果，例如，病人可聽覺有問題或無法清楚說話等。

## 版權
MMSE的作者將MMSE的版權轉移至MiniMental公司。2001年3月，MiniMental與心理評估資源公司（PAR）簽訂了一項獨家協議，採權PAR發行和管理所有有關MMSE的知識產權。2010年2月，PAR發布了MMSE的第二版，也發布了10種外國語言翻譯本（法語、德語、荷蘭語、西班牙語（美國）、西班牙（拉丁美洲）、西班牙語（歐洲）、印度文、俄文、意大利文和簡體中文）。